# Belfonds
Belfonds – miejscowość i gmina we Francji, w regionie Normandia, w departamencie Orne.
Według danych na rok 1990 gminę zamieszkiwało 207 osób, a gęstość zaludnienia wynosiła 14 osób/km² (wśród 1815 gmin Dolnej Normandii Belfonds plasuje się na 679. miejscu pod względem liczby ludności, natomiast pod względem powierzchni na miejscu 248.).